# Fagersta

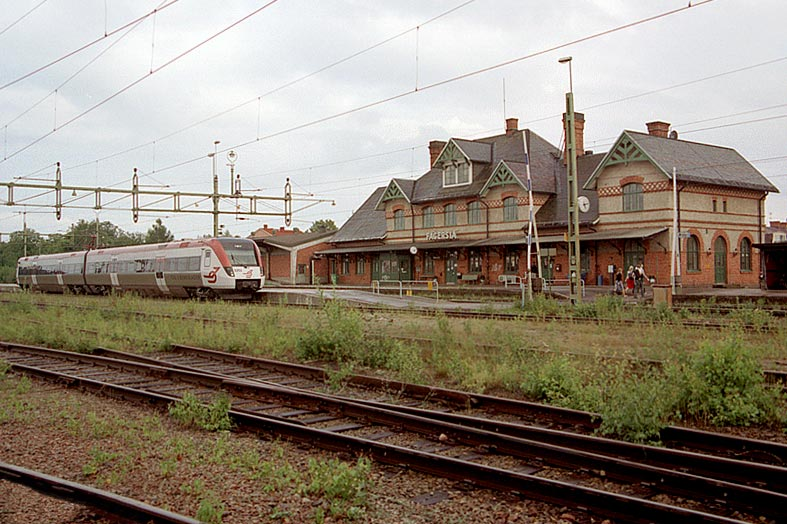
Gara

Fagersta este un oraș în Suedia.

## Demografie
| \| Evoluția demografică a zonei urbane Fagersta, 1970–2015 \| Evoluția demografică a zonei urbane Fagersta, 1970–2015 \| Evoluția demografică a zonei urbane Fagersta, 1970–2015 \| Evoluția demografică a zonei urbane Fagersta, 1970–2015 \| Evoluția demografică a zonei urbane Fagersta, 1970–2015 \| \| --------------------------------------------------------------------------------------- \| ------------------------------------------------------- \| ------------------------------------------------------- \| ------------------------------------------------------- \| ------------------------------------------------------- \| \| An \| \| \| Locuitori \| \| \| 1970 \| 1970 \| \| 15.584 \| 15.584 \| \| 1975 \| 1975 \| \| 14.778 \| 14.778 \| \| 1980 \| 1980 \| \| 13.985 \| 13.985 \| \| 1990 \| 1990 \| \| 12.318 \| 12.318 \| \| 1995 \| 1995 \| \| 11.931 \| 11.931 \| \| 2000 \| 2000 \| \| 11.029 \| 11.029 \| \| 2005 \| 2005 \| \| 10.898 \| 10.898 \| \| 2010 \| 2010 \| \| 11.130 \| 11.130 \| \| 2015 \| 2015 \| \| 11.936 \| 11.936 \| \| Sursa: SCB - Statistika Centralbyrån, Folkmängden per tätort. Vart femte år 1960 - 2016 \| \| \| \| \| |      |  |           |        |
| Evoluția demografică a zonei urbane Fagersta, 1970–2015 |      |  |           |        |
| An |      |  | Locuitori |        |
| 1970 | 1970 |  | 15.584    | 15.584 |
| 1975 | 1975 |  | 14.778    | 14.778 |
| 1980 | 1980 |  | 13.985    | 13.985 |
| 1990 | 1990 |  | 12.318    | 12.318 |
| 1995 | 1995 |  | 11.931    | 11.931 |
| 2000 | 2000 |  | 11.029    | 11.029 |
| 2005 | 2005 |  | 10.898    | 10.898 |
| 2010 | 2010 |  | 11.130    | 11.130 |
| 2015 | 2015 |  | 11.936    | 11.936 |
| Sursa: SCB - Statistika Centralbyrån, Folkmängden per tätort. Vart femte år 1960 - 2016 |      |  |           |        |